# Adromischus montium-klinghardtii
Adromischus montium-klinghardtii là một loài thực vật có hoa trong họ Crassulaceae. Loài này được (Dinter) A.Berger miêu tả khoa học đầu tiên năm 1930.